# Interstate H-2
Die Interstate H-2 (kurz H-2) ist ein Interstate Highway, der im Bundesstaat Hawaii in den Vereinigten Staaten verläuft. Sie wird auch Veterans Memorial Freeway genannt. Die Nummer zeigt, dass sie in Nord-Süd-Richtung verläuft und der Buchstabe H steht für Hawaii. Sie beginnt in Pearl City an der Interstate H-1 und endet an der Wilikina Drive in Wahiawā in der Nähe der Schofield Barracks und der Wheeler Army Airfield.

## Wichtige Städte
- Honolulu (über die Interstate H-1)
- Wahiawā

## Verlauf
Die Interstate H-2 beginnt an einem Kreuz bei Waiawa mit der Interstate H-1. Sie verläuft danach in Richtung Norden mit jeweils vier Fahrspuren in jede Richtung und passiert dabei die Orte Waipiʻo und Mililani. Ab diesem Punkt verengt sich die Straße auf den letzten drei Meilen bis nach Wahiawā.